# Xifeng Yang
Xifeng Yang är en sjö i Kina. Den ligger i provinsen Zhejiang, i den östra delen av landet, omkring 36 kilometer norr om provinshuvudstaden Hangzhou. Xifeng Yang ligger 3 meter över havet. Arean är 0,51 kvadratkilometer. Trakten runt Xifeng Yang består till största delen av jordbruksmark. Den sträcker sig 1,0 kilometer i nord-sydlig riktning, och 1,0 kilometer i öst-västlig riktning.
Genomsnittlig årsnederbörd är 1 675 millimeter. Den regnigaste månaden är juni, med i genomsnitt 253 mm nederbörd, och den torraste är november, med 62 mm nederbörd.